# Sommarqväde
Sommarqväde är en dikt från 1756 skriven av Gustav Filip Creutz.
I korthet handlar dikten om människan och hennes plats på jorden, allt förklätt till en pastoral om sommaren.